# Uri Zvi Greenberg
Pour les articles homonymes, voir Greenberg.
Uri Zvi Greenberg (en hébreu : אורי צבי גרינברג) né à Bialikamin, royaume de Galicie et de Lodomérie en 1896 et mort en 1981 à Ramat Gan en Israël), est un poète hébreu (et au début aussi en yiddish), journaliste et homme politique israélien. Établi en Palestine mandataire en 1923, il a vécu dans les années 1930 en Pologne, jusqu'à sa seconde émigration en Palestine en 1939.

## Biographie
Né dans le shtetl de Bialikamin (Biliy Kamin ou Biały Kamień) en royaume de Galicie et de Lodomérie, en Autriche-Hongrie) au sein d'une famille hassidique de renom, il se met à publier des poèmes très jeune. Il effectue son service militaire dans l'armée austro-hongroise de 1915 à 1917 avant de déserter et retourner à Lviv. Témoin des pogroms en novembre 1918, perpétrés par l'armée polonaise, Greenberg en est profondément marqué.
Il vit à Berlin et Varsovie où il poursuit son activité poétique tant en hébreu qu'en yiddish. En 1922-1923, il dirige la revue Albatros.
Il immigre en Palestine en 1924 et dès lors, rédige exclusivement en hébreu. Il est un temps proche du mouvement travailliste et collabore à son organe Davar. Ses premiers poèmes exaltent les kibboutzim.
Il est rapidement déçu par la gauche sioniste et par les officiels du Yishouv et adhère au mouvement révisionniste dont il devient un des membres les plus radicaux. Il représente le mouvement en Pologne, en tant que délégué à plusieurs congrès sionistes. Il critique avec virulence la passivité des officiels face à la violence qui marque la Palestine mandataire des années 1930. À ce titre, Greenberg est membre de deux organisations armées, l'Irgoun puis le Lehi. À l'indépendance de l'État d'Israël en 1948, il est élu à la Knesset sur la liste du parti de droite Hérout.
Uri Zvi Greenberg est mort dans la ville de Ramat Gan où il a passé ses dernières années dans une demeure mise à sa disposition par la mairie. 
Il est enterré au cimetière juif du mont des Oliviers à Jérusalem.

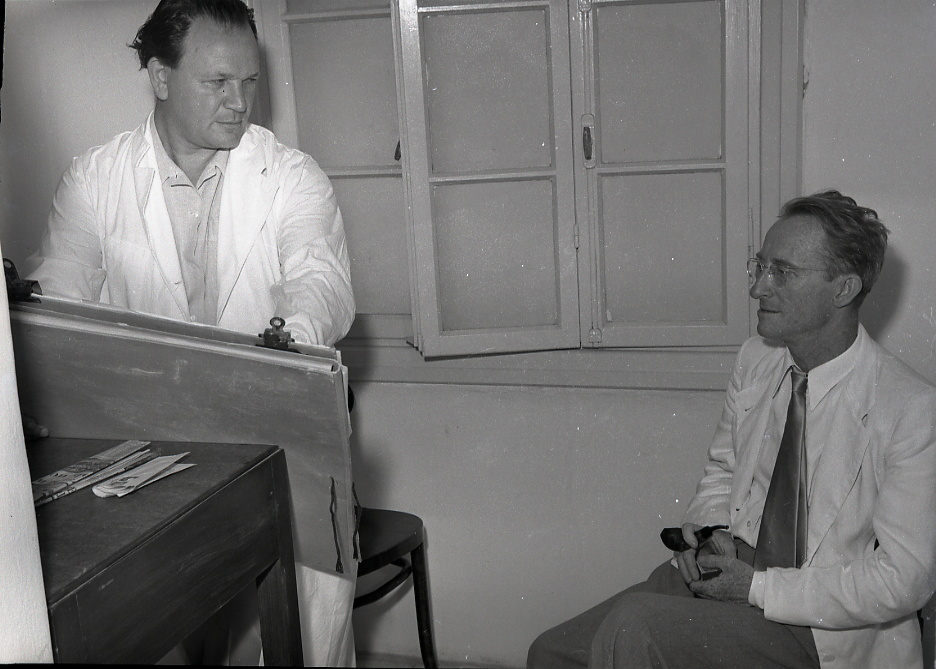
Uri Zvi Greenberg avec Alexandre Frenel, 1949

## Œuvre
La poésie de Greenberg se distingue par un profond mysticisme et nationalisme. Son style s'apparente au genre expressionniste et s'inspire du poète Walt Whitman ainsi que de la Bible. Bien que perçue comme assez extrémiste, sa poésie lui vaut de recevoir le prix Israël en 1957.